# Missulena hoggi
Missulena hoggi är en spindelart som beskrevs av Womersley 1943. Missulena hoggi ingår i släktet Missulena och familjen Actinopodidae.
Artens utbredningsområde är Western Australia. Inga underarter finns listade i Catalogue of Life.